# Bitwa pod Froeschwiller (1793)
Bitwa pod Froeschwiller – starcie zbrojne, które miało miejsce 22 grudnia 1793 roku podczas wojny Francji z pierwszą koalicją.
Głównodowodzący francuskiej Armii Mozeli (Armée de Moselle) generał Hoche przeprowadził frontalny atak dwiema kolumnami na armię pruską, zajmującą w okolicach Froeschwiller pozycje wzmocnione fortyfikacjami. Naczelnym wodzem sił pruskich był Karol Wilhelm Ferdynand, książę Brunszwicki. Atak od czoła dał Francuzom zdobycz w postaci dwóch redut. Gdy trzecia kolumna francuska wyszła na pruskie tyły, armia księcia Brunszwickiego musiała się wycofać, tracąc około 1 000 jeńców i 6 dział.